# Traumatismo facial
Un traumatismo facial, también llamado traumatismo maxilofacial, es cualquier traumatismo físico a la cara. El traumatismo facial puede implicar lesión de tejidos blandos, tales como quemadura, laceración, contusión o fractura de los huesos de la cara, como una fractura nasal y fractura mandibular, así como traumatismos tales como una herida ocular. Los síntomas son específicos para el tipo de lesión; por ejemplo, las fracturas pueden implicar dolor, hinchazón, pérdida de función, o cambios en las formas de las estructuras faciales.
Las lesiones faciales tienen el potencial de causar desfiguramiento y pérdida de función; por ejemplo, puede resultar en ceguera o dificultad para mover la mandíbula. A pesar de que rara vez es potencialmente mortal, el traumatismo facial también puede ser mortal, ya que puede causar graves hemorragias o interferencia con la vía aérea; por lo tanto una preocupación primordial en el tratamiento es asegurar que la vía aérea esté abierta y no amenazada para que el paciente pueda respirar. Dependiendo del tipo de lesión en la cara, el tratamiento puede incluir el vendaje y la sutura de las heridas abiertas, administración de hielo, antibióticos y analgésicos, mover los huesos a su lugar, y cirugía. Cuando se sospecha de fracturas, se usa la radiografía el diagnóstico. El tratamiento también puede ser necesario para otras lesiones tales como lesiones cerebrales traumáticas, que habitualmente acompañan a un traumatismo facial grave.
En países desarrollados, las principale causas de un traumatismo facial solían ser accidentes de vehículos a motor, pero este mecanismo ha sido sustituido por la violencia interpersonal; sin embargo los accidentes automovilísticos siguen predominando como la causa en los países en desarrollo y siguen siendo una causa importante en otros lugares. Por lo tanto los esfuerzos de prevención incluyen campañas de concientización para educar al público sobre las medidas de seguridad tales como cinturones de seguridad y cascos de motocicletas y leyes para prevenir el conducir bajo los efectos del alcohol. Otras causas de los traumatismos faciales incluyen caídas, accidentes de trabajo, y lesiones deportivas. Las fracturas también pueden ocurrir en los huesos del paladar y los que se unen para formar la órbita del ojo.

## Clasificación
|                          |  |
| I fractura de Le Fort.   |  |
|                          |  |
| II fractura de Le Fort.  |  |
|                          |  |
| III fractura de Le Fort. |  |

Las lesiones de los tejidos blandos, incluyen abrasiones, heridas, avulsiones, contusiones, quemaduras y congelamiento.

Huesos faciales.

Los huesos faciales comúnmente lesionados incluyen al hueso nasal (de la nariz), al maxilar superior (el hueso que forma la parte superior de la mandíbula), y el maxilar inferior (la mandíbula).

La mandíbula puede fracturarse en su sínfisis, cuerpo, ángulo, rama y cóndilo. El cigoma (pómulo) y el hueso frontal (frente), son otros sitios de fracturas.
A principios del siglo XX, René Le Fort trazó ubicaciones típicas para las fracturas faciales, éstas ahora son conocidas como I, II y III fracturas de Le Fort (derecha). 

La fractura de Le Fort tipo I, también llamada Guérin o fractura del maxilar horizontal, implican al maxilar superior, separándolo del paladar.

La fractura de Le Fort tipo II, también llamada fractura piramidal del maxilar, cruza los huesos nasales y el reborde orbitario.

La Fractura de Le Fort#Lefort III, también llamada disyunción craneofacial y fractura facial transversal, cruza la parte delantera del maxilar superior e implica al hueso lacrimal, a la lámina papirácea, y a la cavidad orbitaria, y a menudo implica al hueso etmoides, es la más grave. Las fracturas de Le Fort, que representan del 10% al 20% de las fracturas faciales, a menudo son asociadas con otras lesiones graves.

Le Fort hizo sus clasificaciones basadas en el trabajo con cráneos de cadáveres, y el sistema de clasificación ha sido criticado por impreciso y simplista ya que la mayoría de las fracturas del tercio medio facial implican una combinación de las fracturas Le Fort. A pesar de que la mayor parte de las fracturas faciales no siguen los patrones descritos por Le Fort de forma precisa, el sistema todavía se utiliza en la clínica para clasificar las lesiones.

## Causas
Los mecanismos de lesión como caídas, agresiones, lesiones deportivas y accidentes de vehículos son causas comunes de traumatismos faciales en los niños, así como en los adultos. Contusiones por asaltos, golpes de puños u objetos, son una causa común de lesión facial. El traumatismo facial también puede ser el resultado de lesiones de guerra tales como disparos y explosiones. Ataques de animales y lesiones relacionadas con el trabajo, tales como los accidentes de trabajo son otras causas. El traumatismo vehicular es una de las principales causas de lesiones en la cara. El traumatismo comúnmente ocurre cuando la cara golpea una parte del interior del vehículo, tales como el timón. Además, las bolsas de aire pueden causar abrasiones en la córnea y laceraciones (cortaduras) en al cara cuando se despliegan.

## Signos y síntomas

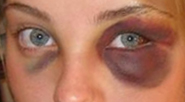
Moretones, un síntoma común en un traumatismo facial.

Las fracturas de los huesos faciales, al igual que otras fracturas, pueden estar asociados con el dolor, moratones y la hinchazón de los tejidos circundantes (tales síntomas también pueden ocurrir en ausencia de fracturas). Las fracturas de la nariz, la base del cráneo, o el maxilar pueden estar asociados con profusas hemorragias nasales. Las fracturas nasales pueden estar asociados con la deformidad de la nariz, así como la hinchazón y hematomas. La deformidad en la cara, por ejemplo un pómulo hundido o dientes que no se alinean correctamente, indican la presencia de fracturas. La asimetría puede indicar fracturas faciales o daños a los nervios. Las personas con fracturas mandibulares suelen tener dolor y dificultad para abrir la boca y pueden tener entumecimiento de los labios y la barbilla. Con las fracturas de Le Fort del tercio medio facial puede moverse con respecto a l resto de la cara o el cráneo.

## Diagnóstico

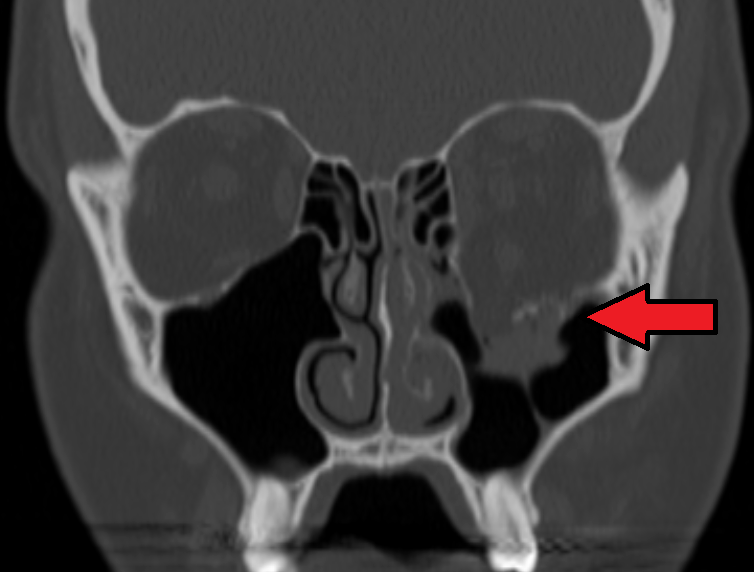
Fractura del suelo orbital izquierdo.

La radiografía, proyecta imágenes de los tejidos usando los rayos x, se utiliza para descartar fracturas faciales. La angiografía (radiografías tomadas del interior de los vasos sanguíneos) se puede utilizar para localizar el origen del sangrado. Sin embargo, la totalidad de los huesos y tejidos de la cara pueden hacer que sea difícil interpretar las radiografías simples, la tomografía axial computarizada es mejor para detectar fracturas y el examen de los tejidos blandos, y con frecuencia es necesaria para determinar si la cirugía es necesaria, pero es más cara y difícil de obtener. La tomografía axial computarizada generalmente se la considera más definitiva y mejor para detectar las lesiones en la cara que rayos x. La tomografía axial computarizada es especialmente probable que se utilice en personas con lesiones múltiples que necesitan la tomografía axial computarizada para evaluar otras lesiones de cualquier manera.

## Prevención
Las medidas para reducir el traumatismo facial incluyen leyes que hacen cumplir el uso del cinturón de seguridad y la educación pública para aumentar la conciencia sobre la importancia de los cinturones de seguridad y cascos de motocicleta. Los esfuerzos por reducir el manejar bajos los efectos del alcohol son otras medidas preventivas; se han propuesto cambios en las leyes y su aplicación, así como los cambios en las actitudes de la sociedad hacia la actividad. La información obtenida de los estudios de la biomecánica se puede utilizar para diseñar coches con miras a la prevención de lesiones en la cara. Si bien los cinturones de seguridad reducen el número y la gravedad de las lesiones faciales que se producen en accidentes, las bolsas de aire no sólo son muy eficaces en la prevención de las lesiones. En los deportes, se han encontrado dispositivos de seguridad, incluyendo cascos para reducir el riesgo de lesión facial grave. Accesorios adicionales, tales como protectores faciales pueden añadirse a los cascos de los deportes para evitar lesiones orofaciales (lesión en la boca o la cara). También se utilizan protectores bucales.

## Tratamiento
Una necesidad inmediata en el tratamiento es asegurarse de que las vías respiratorias estén abiertas y no amenazadas (por ejemplo, por tejidos u objetos extraños), porque el aire comprimido en las vías respiratorias puede ocurrir rápidamente y de forma insidiosa, y es potencialmente mortal. El material en la boca que amenaza las vías respiratorias se puede retirar manualmente o con una herramienta de succión para ese fin, y el oxígeno complementario puede ser proporcionado. Las fracturas faciales que amenazan con interferir con la vía aérea puede reducirse moviendo los huesos en su lugar; esto al mismo tiempo reduce el sangrado y mueve el hueso fuera del camino de la vía aérea. La intubación traqueal (inserción de un tubo en la vías respiratorias para ayudar a la respiración) puede ser difícil o imposible debido a la hinchazón. La intubación nasal, insertando un tubo traqueal, puede ser contraindicada en la presencia del traumatismo facial, porque si hay una fractura no descubierta en la base del cráneo, el tubo podría ser forzado a través de él y en el cerebro. Si las lesiones faciales prevenir la intubación oraltraqueal o nasaltraqueal, una vía aérea quirúrgica puede ser colocada para proporcionar una vía adecuada. Aunque la punción de emergencia de la vía aérea y la traqueotomía puede asegurar una vía aérea cuando otros métodos fallan, se utilizan solamente como último recurso debido a las complicaciones potenciales y a la dificultad de los procedimientos.

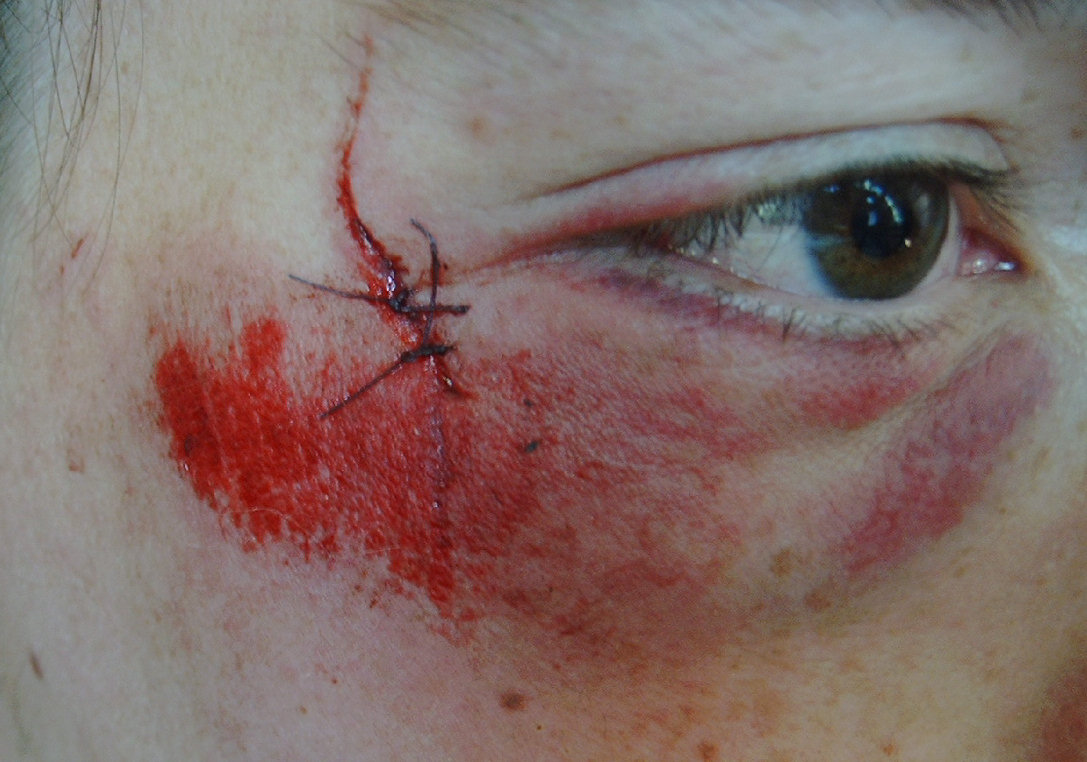
Las suturas se pueden utilizar para cerrar las heridas.

Un apósito se puede colocar sobre las heridas para mantenerlas limpias y para facilitar la cicatrización, y los antibióticos se pueden utilizar en los casos en que sea probable la infección. Las personas con heridas contaminadas que no han sido vacunados contra el tétanos dentro de los cinco años pueden recibir una vacuna antitetánica. Las laceraciones pueden requerir puntos de sutura para detener el sangrado y facilitar la cicatrización de la herida con la menor cicatriz posible. Aunque no es común que el sangrado de la región maxilofacial sea lo suficientemente profusa ser peligroso para la vida, sigue siendo necesario para controlar dicho sangrado. La hemorragia grave es producida como consecuencia de un traumatismo facial en el 1% al 11% de los pacientes, y el origen de la hemorragia puede ser difícil de localizar. El embalaje nasal puede utilizarse para controlar las hemorragias nasales y hematomas que se pueden formar en el tabique entre las fosas nasales. Tales hematomas necesitan ser drenados. Las fracturas nasales leves no necesitan más que hielo y analgésicos, mientras que terminar con graves deformidades o laceraciones asociadas pueden necesitar tratamiento adicional, como mover los huesos en su alineación y el tratamiento con antibióticos.
El tratamiento pretende reparar arquitectura ósea natural de la cara y dejar el menor rastro aparente de la lesión como sea posible. Las fracturas pueden ser reparadas con placas metálicas y tornillos. También pueden ser cableadas en su lugar. El injerto óseo es otra opción para reparar la arquitectura del hueso, para rellenar los tramos pendientes, y para proporcionar soporte estructural. La literatura médica sugiere que la reparación temprana de lesiones en la cara, en cuestión de horas o días, se traduce en mejores resultados para la función y apariencia.
Los especialistas quirúrgicos que comúnmente tratan aspectos específicos de los traumatismos faciales son cirujanos orales y maxilofaciales. Estos cirujanos están entrenados en el manejo amplio de un traumatismo inferior, medio y superior en la cara y tienen que tomar examinaciones escritas y orales cubriendo el manejo de lesiones en la cara.

## Pronóstico y complicaciones

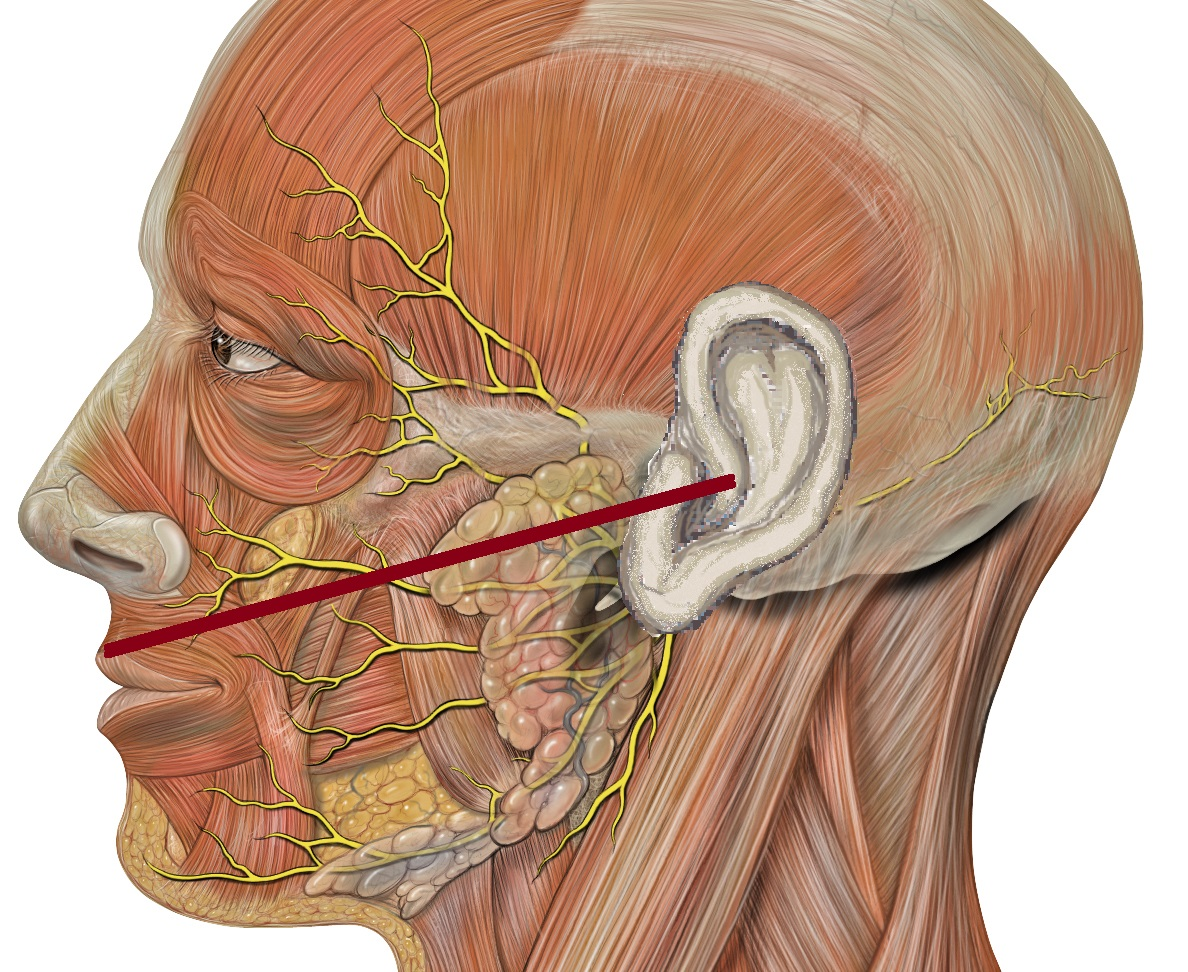
Diagrama de vista lateral de la cara que muestra la línea imaginaria entre el trago de la oreja y el centro del labio superior. El tercio medio de esta línea es la ubicación aproximada del curso del conducto parotídeo. Si las laceraciones faciales cruzan esta línea, hay un riesgo de que el conducto parotídeo esté dañado.

Por sí mismo, un traumatismo facial rara vez se presenta una amenaza para la vida; sin embargo, a menudo se asocia con graves lesiones y complicaciones que amenazan la vida, tales como el bloqueo que puede ocurrir en la vía aérea. La vía aérea puede ser bloqueada por el sangrado, inflamación de los tejidos circundantes, o daños a las estructuras. Los huesos rotos de la cara pueden causar inflamación de los tejidos y por lo tanto dar lugar a la obstrucción de las vías respiratorias. Las fracturas de huesos, tales como combinaciones nasal, maxilar y fracturas mandibulares pueden interferir con la vía aérea. Si la sangre de la cara o la boca, es ingerida, puede causar vómitos, que también podrá presentar una amenaza a la vía aérea, ya que tiene el potencial de ser aspirada. Dados que los problemas de las vías respiratorias pueden ocurrir después de la lesión inicial, son necesarios los proveedores de atención médica para controlar la vía aérea con regularidad.
Incluso cuando las lesiones faciales no son potencialmente mortales, tienen el potencial de causar desfiguración y discapacidad, con resultados físicos y emocionales a largo plazo. Las lesiones faciales pueden causar problemas en la función de los ojos, la nariz o de la mandíbula y puede amenazar la vista. Ya en el año 400 a. C., se creía que Hipócrates había registrado una relación entre el traumatismo facial y la ceguera. Las lesiones que afectan al ojo, al párpado, tales como la hemorragia retrobulbar, pueden poner en peligro la vista; sin embargo, la ceguera después de un traumatismo facial no es común.
La incisión en las heridas de la cara puede implicar al conducto parotídeo. Esto es más probable si la herida cruza una línea trazada entre el trago de la oreja hasta el labio superior. La localización aproximada del curso del conducto es el tercio medio de esta línea.
Los nervios y músculos pueden quedar atrapados por los huesos rotos; en estos casos los huesos necesitan ser puestos nuevamente en sus lugares apropiados rápidamente. Por ejemplo, las fracturas del suelo orbitario o en la pared medial de la órbita del ojo pueden atrapar al recto medial o al músculo recto inferior. En las heridas faciales, el conducto lagrimal y los nervios de la cara pueden estar dañados. Las fracturas del hueso frontal pueden interferir con el drenaje del seno frontal y pueden causar sinusitis.
La infección es una potencial complicación, por ejemplo, cuando los desechos se muelen en una abrasión y permanecen allí. Las lesiones producidas por picaduras conllevan a un alto riesgo de infección.

## Epidemiología
Del 50% al 70% de las personas que sobreviven a los accidentes de tráfico tienen un traumatismo facial. En países desarrollados, la violencia de otras personas ha reemplazado a las colisiones vehiculares como la principal causa de un traumatismo maxilofacial; sin embargo, en muchos países subdesarrollados los accidentes de tráfico siguen siendo la causa principal. El aumento del uso de cinturones de seguridad y bolsas de aire se ha atribuido a una reducción en la incidencia de traumatismo maxilofacial, pero las fracturas de la mandíbula (el hueso de la mandíbula) no disminuyó con estas medidas protectoras. El riesgo de traumatismo maxilofacial se reduce en un factor de dos con el uso de cascos de motocicleta. Se cree que una disminución en las fracturas de huesos faciales debidas a accidentes de vehículos es debida al cinturón de seguridad y leyes de conducir, en sentido estricto forzar los límites de velocidad y uso de bolsas de aire. En accidentes vehiculares, los conductores y los pasajeros de los asientos delanteros se encuentran en mayor riesgo de un traumatismo facial.
Las fracturas faciales se distribuyen de una manera bastante normal por la edad, con un pico de incidencia entre los 20 y 40, y los niños menores de 12 años que sufren sólo del 5% 10% de todas las fracturas faciales. La mayoría de los traumatismos faciales en niños implican laceraciones y leves lesiones de los tejidos. Hay varias razones porque la incidencia de fracturas faciales en niños es menor: la cara es pequeña en relación con el resto de la cabeza, los niños son menos frecuentes en algunas situaciones asociadas con fracturas faciales como peligros de trabajo y vehículos a motor, hay una menor proporción del hueso cortical al hueso esponjoso en la cara de los niños, el escaso desarrollo de los senos hacen los huesos más fuertes, y las almohadillas de grasa proporcionan protección para los huesos faciales.
Los traumatismos de cabeza y craneoencefálico comúnmente son asociados con un traumatismo facial, en particular el de la parte superior, las lesiones cerebrales ocurren en un 15% a 48% de las personas con traumatismo maxilofacial. Las lesiones coexistentes pueden afectar el tratamiento de los traumatismos faciales; por ejemplo, pueden ser emergentes y necesitan ser tratadas antes que las lesiones faciales. Las personas con traumatismos por encima del nivel de la clavícula son considerados como de alto riesgo para las lesiones de las vértebras cervicales (lesiones de la columna vertebral en el cuello) y se deben tomar precauciones especiales, deben tomarse para evitar el movimiento de la columna vertebral, lo que podría empeorar una lesión de la médula.

### Textos citados
- Jeroukhimov I, Cockburn M, Cohn S (2004). "Facial trauma: Overview of trauma care". In Thaller SR. Facial trauma. New York, N.Y: Marcel Dekker. ISBN 0-8247-4625-2.

- Neuman MI, Eriksson E (2006). "Facial trauma". In Fleisher GR, Ludwig S, Henretig FM. Textbook of Pediatric Emergency Medicine. Hagerstwon, MD: Lippincott Williams & Wilkins. ISBN 0-7817-5074-1.